# Кудасов, Лев Фёдорович
Лев Фёдорович Кудасов (24 июня 1943, Саратов, СССР — 22 июня 1998, Саратов) — советский футболист, вратарь. Мастер спорта СССР (1965).

## Биография
Начал футбольную карьеру в 1957 году в юношеской команде саратовского «Динамо». Первый тренер — В. В. Артамонов. Играл в командах «Сокол» (1961—1964), ЦСКА (1965—1968), СКА (Ростов-на-Дону) (1969—1973), «Ростсельмаш» (1974—1976). Бронзовый призёр чемпионата СССР 1965. Финалист Кубка СССР 1966/67, 1969, 1971. Входил в список 33 лучших игроков сезона-1970 (второй среди вратарей после В. Банникова).
Играл в сборной РСФСР, молодёжной и олимпийской сборных СССР, сборной клубов Москвы. Участник отборочных игр Олимпиады-1972. Работал один год начальником команды «Ростсельмаш», два года тренером ростовской ДЮСШ-7. Окончил СГПИ (1967). Тренер в команде «Уралец» Нижний Тагил (1994).
Скончался в Саратове 22 июня 1998 года.